# HMS Gillöga (M47)
HMS Gillöga (M47) var en minsvepare i svenska flottan av typen fiskeminsvepare, byggd i trä, avsedd att utbilda besättningar för mobilisering till tjänstgöring ombord på trålare, modifierade för hjälpminsvepning.
Försvarsmaktens generaldirektör Peter Sandwall har varit fartygschef på HMS Gillöga.
Hon fick 1989 en ny motor, en Scania V8-motor med en mecanorväxel och ny propelleraxel samt propeller med vändbart blad. 
När man 1999 sålde henne togs kanonen bort.
Gillöga har varit hemmahörande i Århus från 2001 till 2017. I Århus användes hon som eventfartyg, pop up-restaurang och de sista åren var hon ungdomsbostad och blev uthyrd till studenter. Därefter såldes hon och ligger nu i den gamla hamnen i Holbæk, där hon genomgår en större restaurering. En stor del av däcket och några enstaka plankor i fartygssidan skall bytas ut.